# João Doria (homme politique, 1919-2000)
 (décembre 2018).
Si vous disposez d'ouvrages ou d'articles de référence ou si vous connaissez des sites web de qualité traitant du thème abordé ici, merci de compléter l'article en donnant les références utiles à sa vérifiabilité et en les liant à la section « Notes et références ».
 (décembre 2018).
Pour les articles homonymes, voir João Doria.
João Agripino da Costa Doria Neto, plus couramment appelé João Doria, né le 3 février 1919 et mort le 17 octobre 2000, est un homme politique brésilien. Il est le père de João Doria Jr.